# Fox-Ableitung
In der Mathematik ist die Fox-Ableitung, die Fox-Derivation, der Fox-Kalkül  oder die Freie Differentialrechnung ein algebraisches Konstrukt in der Theorie der freien Gruppen. In vielen Punkten hat es Ähnlichkeiten zum Konzept der Ableitungen analytischer Funktionen, doch ein wesentlicher Unterschied ist die Tatsache, dass freie Gruppen im Allgemeinen nicht kommutativ sind im Gegensatz zu den reellen Zahlen. Der Fox-Kalkül wurde von Ralph Fox in den Annalen der Mathematik im Jahr 1953 eingeführt.
Es handelt sich um eine spezielle Derivation, mit einer leichten Abwandlung der Leibniz-Regel
{\displaystyle D(ab)=D(a)\epsilon (b)+aD(b),\quad a,b\in G}
wobei {\displaystyle \epsilon \colon \mathbb {Z} G\to \mathbb {Z} } die Augmentationsabbildung vom Gruppenring in den Ring ist.

## Definition
Für eine freie Gruppe {\displaystyle G} mit neutralem Element {\displaystyle e} und Generatoren {\displaystyle g_{i}} ist die Fox-Ableitung eine Menge von Abbildungen von der Gruppe {\displaystyle G} in den Gruppenring {\displaystyle \mathbb {Z} G}. Für jeden Generator {\displaystyle g_{i}} gibt es eine solche Abbildung {\displaystyle {\frac {\partial }{\partial g_{i}}}}. Sie erfüllt die folgenden Axiome:
- {\displaystyle {\frac {\partial }{\partial g_{i}}}(g_{j})=\delta _{ij}}, wobei {\displaystyle \delta _{ij}} das Kronecker-Delta ist
- {\displaystyle {\frac {\partial }{\partial g_{i}}}(e)=0}
- {\displaystyle {\frac {\partial }{\partial g_{i}}}(uv)={\frac {\partial }{\partial g_{i}}}(u)+u{\frac {\partial }{\partial g_{i}}}(v)} für Elemente {\displaystyle u} und {\displaystyle v} aus {\displaystyle G}.

Die beiden ersten Axiome gelten auch in der gewöhnlichen Differentialrechnung, wohingegen das dritte eine leichte Abwandlung der Produktregel ist. Man kann zudem aus diesen Axiomen die folgende Regel für die Fox-Ableitung inverser Gruppenelemente herleiten:
- {\displaystyle {\frac {\partial }{\partial g_{i}}}(u^{-1})=-u^{-1}{\frac {\partial }{\partial g_{i}}}(u)} für ein Element {\displaystyle u} aus {\displaystyle G}

## Anwendungen
Die Fox-Ableitung hat insbesondere Anwendung in den Gebieten Gruppenkohomologie, Knotentheorie und Überlagerungstheorie. Ein konkretes Beispiel des Nutzen der Fox-Ableitung in der Topologie ist der Beweis, dass der klassifizierende Raum einer Gruppe mit nur einer Relation, die keine Potenz eines Gruppenelements ist, ein spezieller zweidimensionaler CW-Komplex ist.